# Leie
El Leie (nom neerlandès; en francès Lys) és un riu de 202 km que neix a Lisbourg, al departament del Pas de Calais (França), i que desguassa a l'Escalda a Gant (Bèlgica). D'Armentières fins a Menen (24 km) el riu forma la frontera francobelga, on talla l'antiga ciutat de Wervik en dues parts, anomenades Wervik a Bèlgica i Wervicq-Sud a França.
La qualitat de l'aigua del riu (pobra en calç i ferro) va contribuir al desenvolupament de la indústria del lli als seus marges. Problemes de contaminació van posar fi a aquesta indústria centenària a mitjan segle xx. De Deinze a Gant, el Leie «romàntic» va inspirar molts pintors de les diverses escoles de Latem, com es van anomenar les colles d'artistes de la rodalia del poble de Sint-Martens-Latem.
Avui, molts revolts del riu s'han rectificat, per a facilitar la navegació amb embarcacions comercials de 1.350 tones fins a Harelbeke; més amunt la capacitat es redueix a les 600 tones. Hi ha un projecte per a augmentar la capacitat del riu i del seu afluent el Deule fins a Lilla. El riu, molt contaminat i gairebé mort a l'era industrial, de mica en mica va tornant a la vida. El 2005 s'hi van inventariar 19 espècies de peixos.
El primer esment escrit Legia data del 690, i significa curs d'aigua.

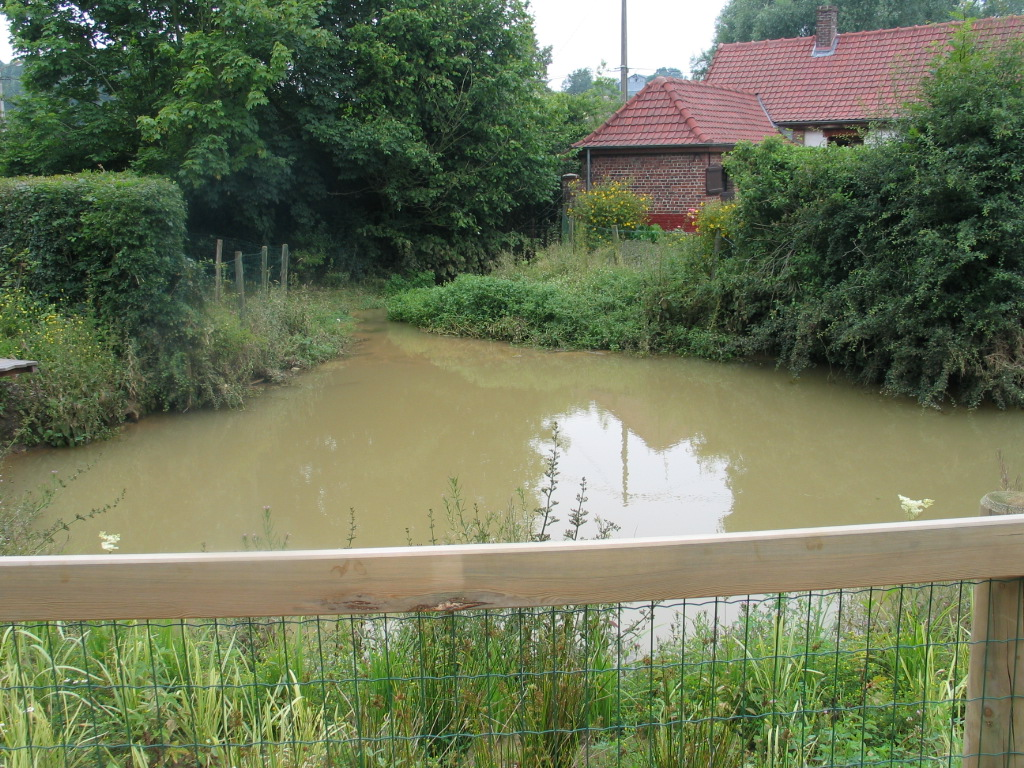
Aguaneix del Leie a Lisbourg (Fr)
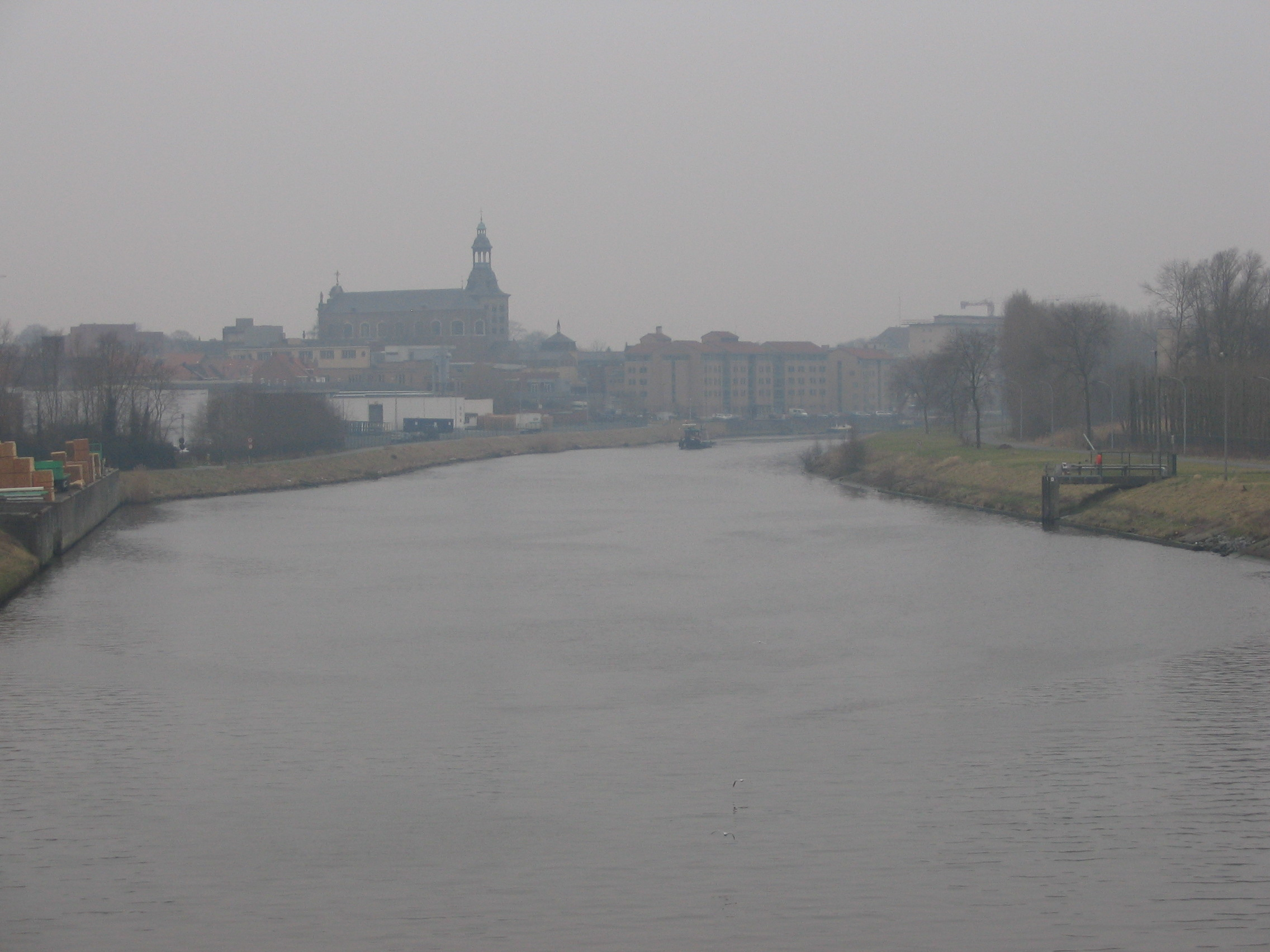
El Leie canalitzat prop de Kuurne
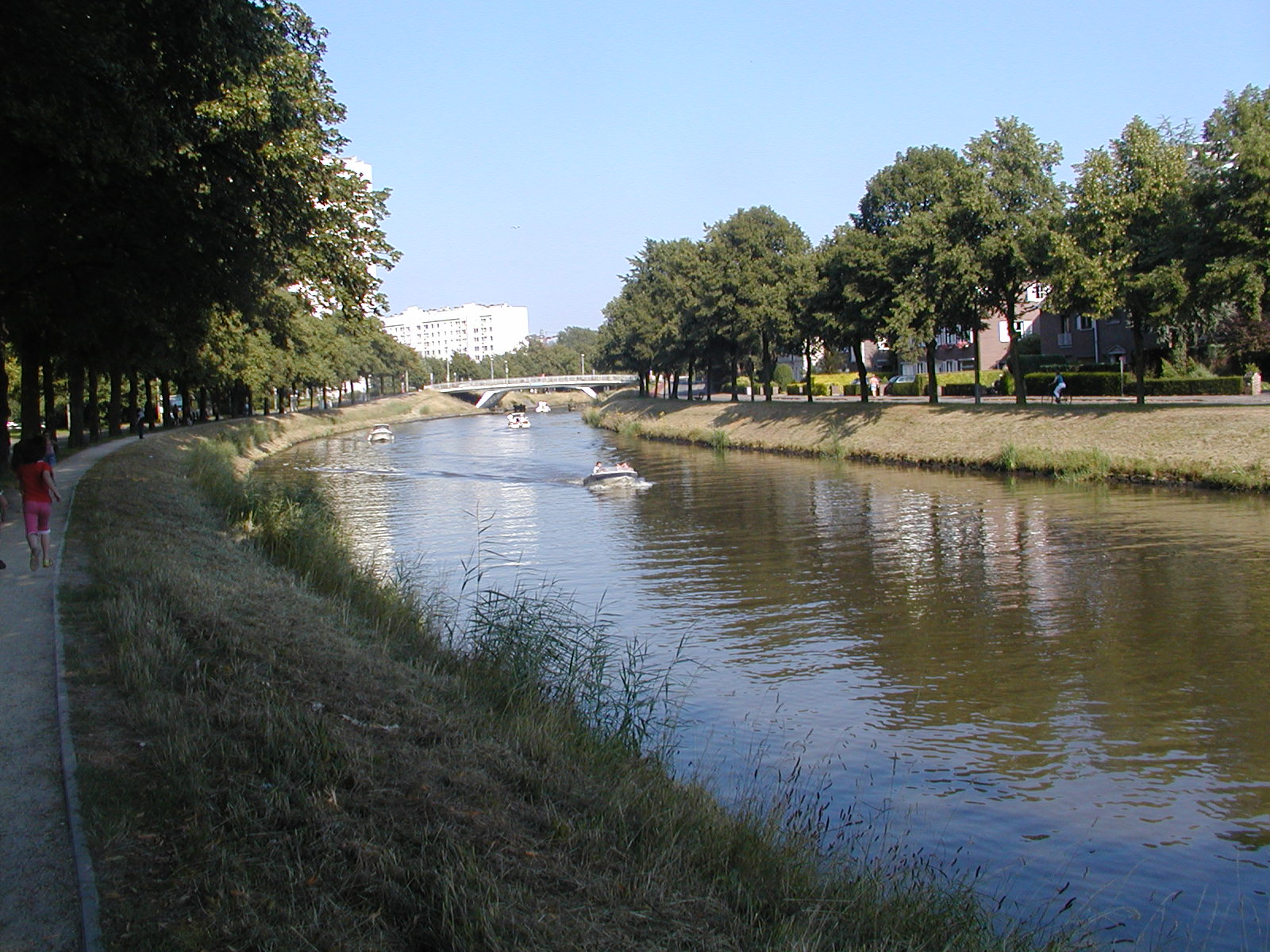
El Leie prop del pont del Rei Albert a Gant

## Afluents principals
- Deule
- Heulebeek
- Mandel
- Groeningebeek
- Gaverbeek
- Rekkelingebeek
- Rosdambeek